# وگا د سانتا ماریا
وگا د سانتا ماریا دهستانی در استان آبیلای اسپانیا است.
در این دهستان ۱۴۲ نفر زندگی می‌کنند. مساحت این دهستان ۱۸٫۲۶ کیلومتر مربع است.